# ルイーズ＝フランソワーズ・ド・ブルボン (1707-1743)

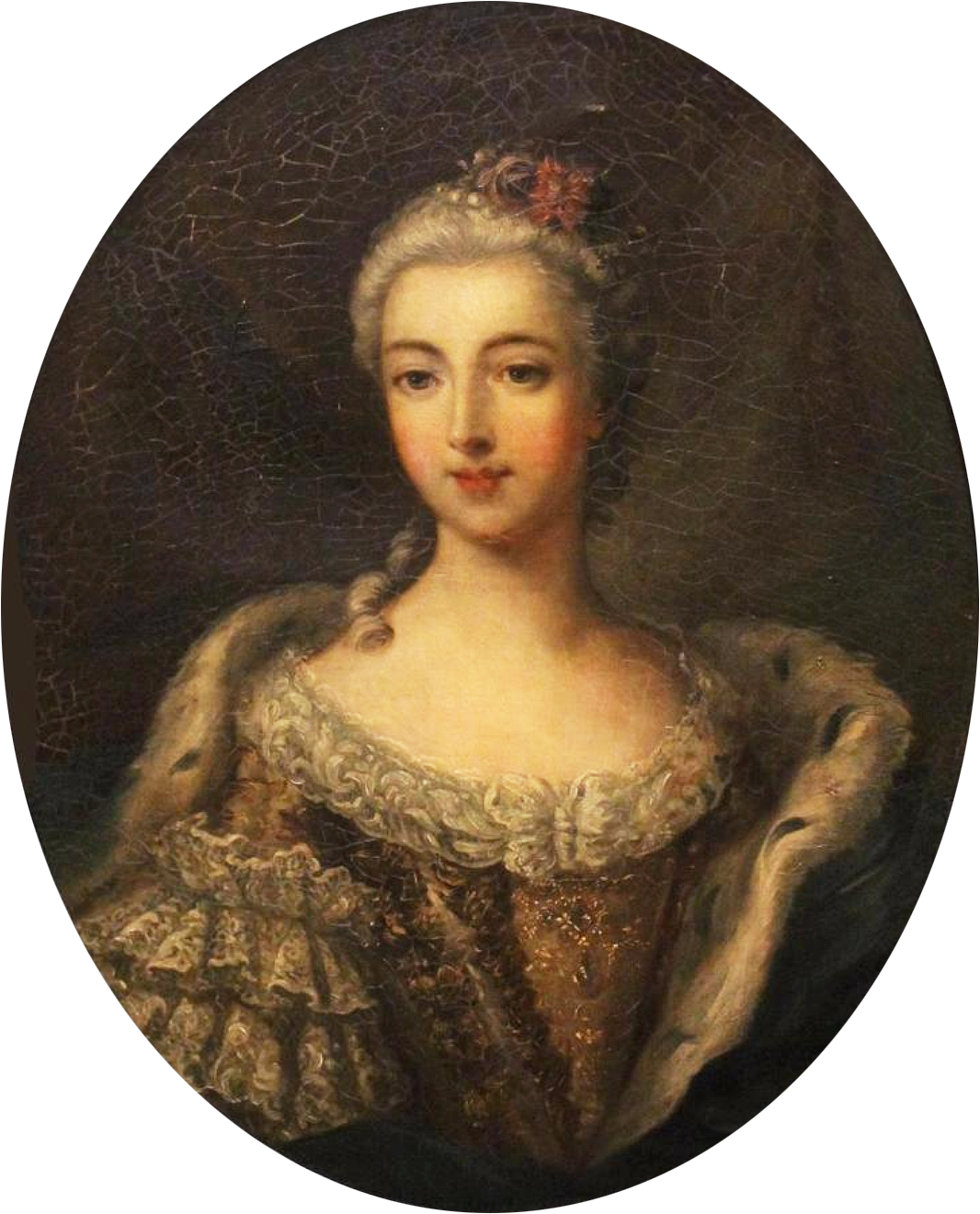
メーヌ姫、ジャン＝マルク・ナティエ周辺の画家による肖像画

ルイーズ＝フランソワーズ・ド・ブルボン（Louise-Françoise de Bourbon, 1707年12月4日 ヴェルサイユ宮殿 - 1743年8月19日 アネ城）は、ブルボン朝時代のフランス王家の成員。

## 生涯
ルイ14世王とモンテスパン夫人の間の長男であるメーヌ公爵ルイ・オーギュストと、コンデ公アンリ＝ジュールの娘ルイーズ・ベネディクトの間の第7子・三女・末子。宮中ではメーヌ姫（Mademoiselle du Maine）の称号で呼ばれた。サン＝トゥアン＝ロモヌのモビュイソン修道院に預けられて育った。1714年4月9日にストラスブール司教アルマン・ド・ロアン枢機卿の司式で洗礼を受け、父方叔母のブルボン公爵夫人ルイーズ＝フランソワーズに因む洗礼名を授けられた。式の主賓には従甥の王太子ルイ（ルイ15世王）や別の叔母オルレアン公爵夫人フランソワーズ＝マリーが名を連ねた。
1718年、摂政オルレアン公フィリップの失脚を画策したチェッラマーレ陰謀事件の首謀者として両親が拘束され、父がデュランに、母がディジョンにそれぞれ幽閉されると、ルイーズ＝フランソワーズの身柄もモビュイソン修道院からパリ市内のシャイヨ修道院に移され、両親の解放された1720年まで同修道院に留められた。
1736年の父の死後、ルイーズ＝フランソワーズはヴェルサイユ宮殿1階に位置する父に割り当てられていたアパルトマンを承継することを王に許された。このアパルトマンは宮殿のオランジュリーを眺められる広い部屋で、母のそれと隣り合ってもいた。彼女には従兄弟のブルボン公ルイ・アンリ及びその末弟のクレルモン伯ルイ、また男やもめのモナコ公ジャックとの縁談があったが、いずれも実現せず、生涯独身のままだった。
ルイーズ＝フランソワーズは不器量で魅力のない姫君として知られていた。母メーヌ夫人に関する伝記の著者は次のように記している：
ルイーズ＝フランソワーズは1743年夏、アネ城での乗馬中に気分が悪くなり、馬を降りて馬車に乗り込んだところで卒倒し、そのまま意識が回復せず数時間後に急死した。35歳だった。遺骸はアネ城礼拝堂に葬られたが、墓石はフランス革命中に持ち去られ失われた。ルイーズ＝フランソワーズは豊かな遺産を、名付け親の叔母ブルボン公爵夫人ルイーズ＝フランソワーズの末娘サンス姫エリザベート＝アレクサンドリーヌにすべて譲渡した。

## 引用・脚注
1. ↑  Général de Piépape, La duchesse du Maine (1910).